# کاشت کندروسیت خودی
کندروسیت به سلول یا یاخته غضروف گفته می‌شود. در بیمارانی که دچار ترکیدگی یا خرابی غضروف زانو شده‌اند، عمل کاشت کندروسیت خودی که به آن موزاییک پلاستی نیز گفته می‌شود یک درمان دائم محسوب می‌شود.

## روش عمل
این شیوه اکثراً در بیماران با سن کمتر از ۴۰ سال با نقایص غضروفی-استخوانی تمام ضخامت (بیماران با آسیب درجه IV) کار برد دارد. به زبان ساده در این تکنیک غضروف و استخوان مورد نیاز به‌طور تکه‌تکه از نقاط دیگر زانو برداشته شده و به صورت موزائیک‌هایی در کنار هم در محل آسیب دیده کار گذاشته می‌شود تا اینکه کل قسمت آسیب دیده ترمیم و پر گردد. در این تکنیک بیشتر از غضروف‌هایی استفاده می‌شود که تحت فشار وزن بدن نمی‌باشد.